# Miriam Cahn
Pour les articles homonymes, voir Cahn.
Miriam Cahn, née le 21 juillet 1949 à Bâle, est une peintre, dessinatrice, photographe, performeuse et sculptrice suisse.

## Biographie

### Famille
Miriam Cahn naît en 1949 à Bâle. Son père, Herbert Adolf Cahn (de), est un archéologue et numismate allemand issu d'une famille juive de Francfort.
La famille émigre en Suisse en 1933. En 1953, elle vit à Rome.
La sœur cadette de Miriam Cahn se suicide à l'âge de 20 ans.

### Études
De 1968 à 1973, Miriam Cahn fait ses études à l'école de design de Bâle auprès d'Armin Hofmann dans la section graphisme. Elle s'engage lors de cette période dans les mouvements féministes et écologistes. À sa sortie elle rejette cette forme de maîtrise de l'art et retourne au dessin : « l'urgence, l'existentialité, l'émotionalité évincées par le savoir-faire me manquaient. »[réf. nécessaire]

### Parcours artistique
« Après la classe de graphisme, je me suis fait un plan quinquennal, c'est-à-dire je me suis donné cinq ans pour voir si l'art était vraiment ma voie. Mon père m'a donné de l'argent et je me suis juré d'arriver à vivre de mon art à la fin de cette période. J'ai regardé comment travaillaient les galeries, entre autres à la foire Art. J'ai donné un carnet de dessin à la galerie Stampa. Puis en 1976, j'y ai fait ma première exposition. Ce fut le début. »

— Miriam Cahn, Zeichnen/drawing/dessiner

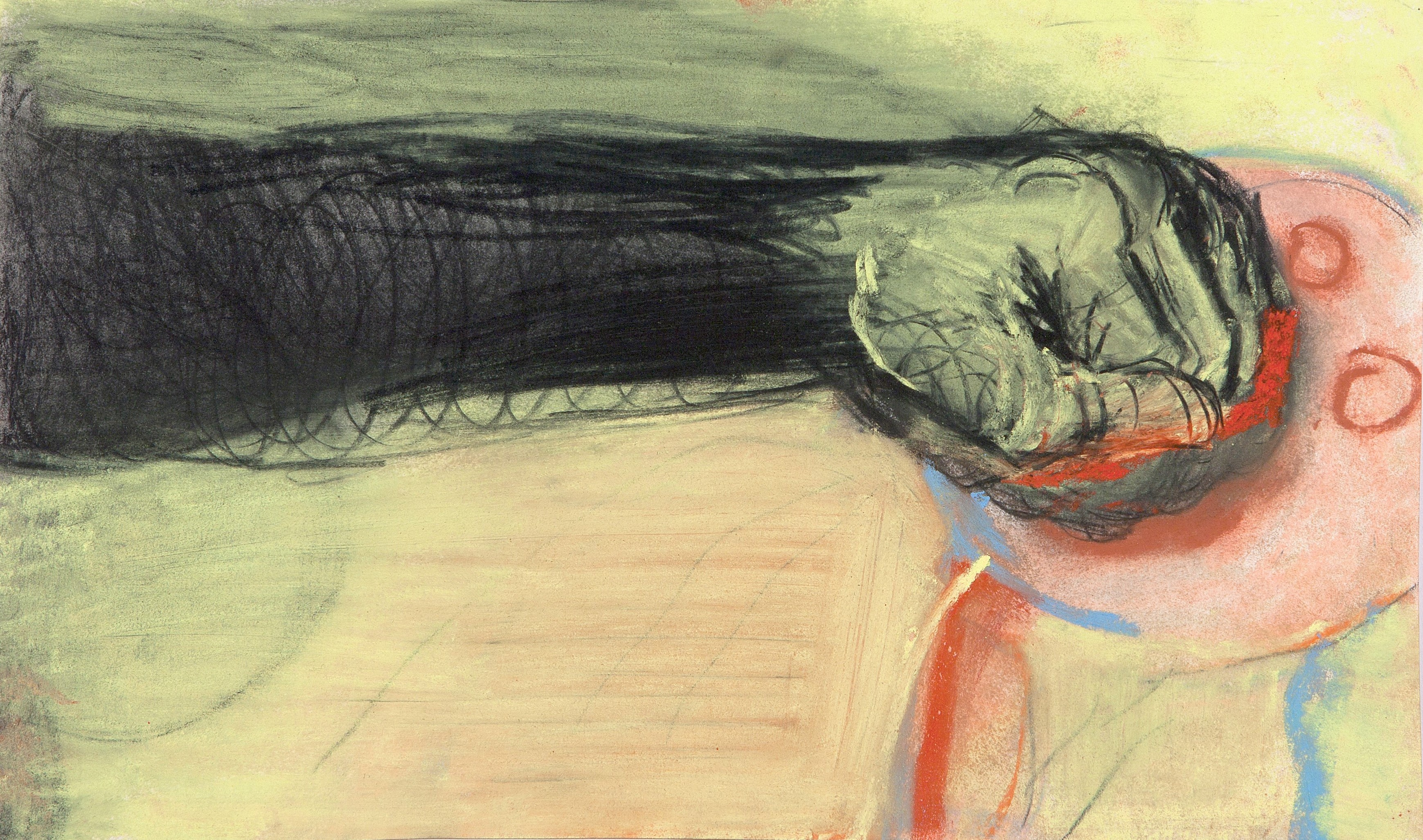
Miriam Cahn, o.T. 10.05.2012 (2012), pastel sur papier, Varsovie, musée d'Art moderne.

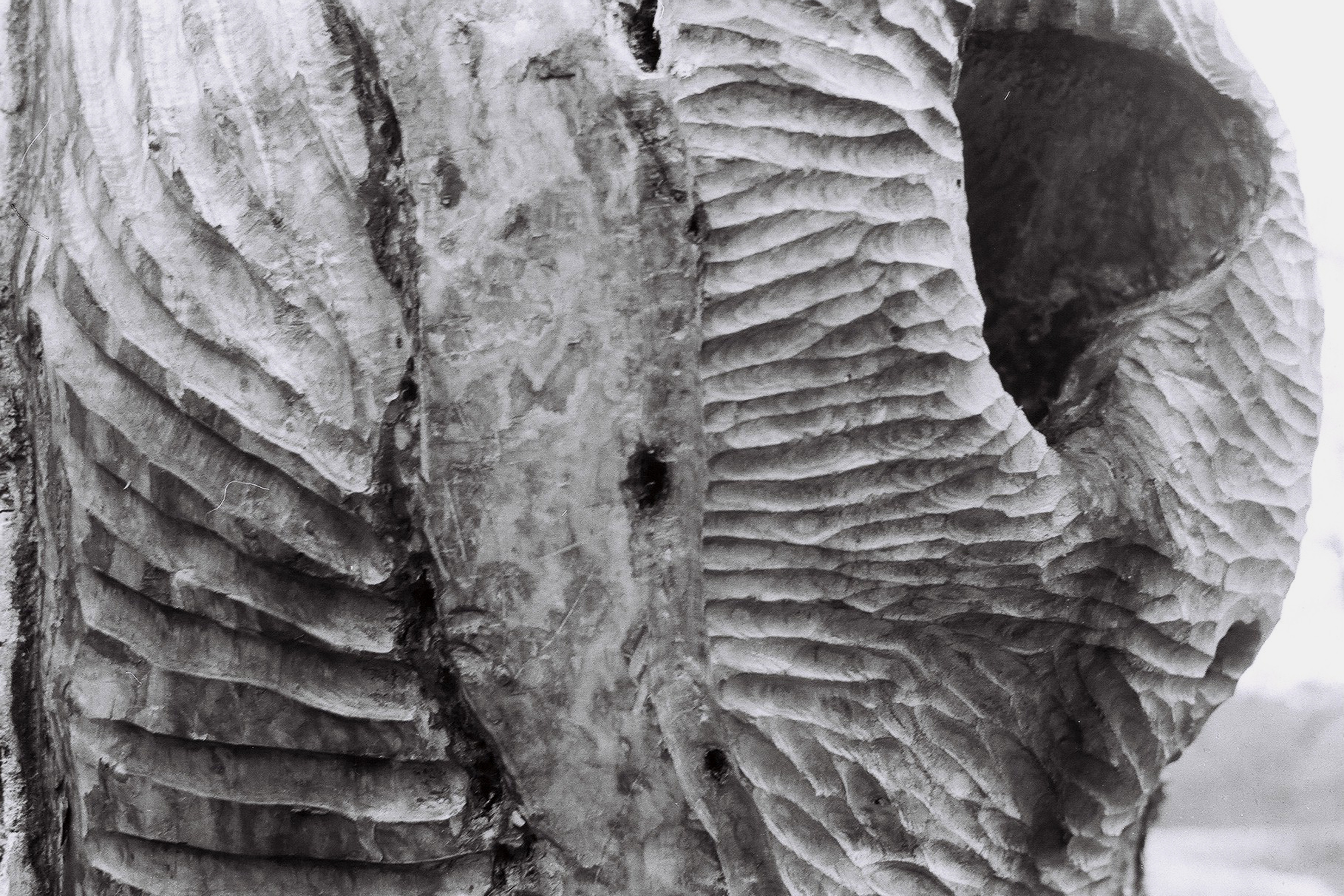
Miriam Cahn, Brutalitätenskulptur (2007-2008), Schönthal,.

Miriam Cahn commence par utiliser le fusain et la craie. Elle fait essentiellement des dessins au fusain, à grande échelle sur papier et parfois à même les murs, à l'intérieur dans les espaces d'expositions mais aussi à l'extérieur dans l'espace public qu'elle occupe spontanément et sans autorisation préalable. Son travail se développe aussi autour de la sculpture, de la performance, du son et de la photographie.
Elle représente la Suisse à la Biennale de Venise en 1984.
Son travail connaît une rupture formelle à la fin des années 1980 : elle commence à employer la couleur et en sus du dessin, se met progressivement à pratiquer la peinture, ne pouvant plus travailler au sol. Elle commence par frotter les pigments de couleur sur le papier, puis utilise la peinture à l'huile à partir des années 1990. Ce travail de peinture à l'huile en couleur est aujourd'hui emblématique de sa pratique[réf. nécessaire].
En 2017, l'exposition à Paris « Devoir-aimer », présente des silhouettes, hagardes, hydrocéphales, à la fois monstrueuses et attendrissantes. Miriam Cahn traite de sujets sociaux et politiques : conflits armés, populations vulnérables, réfugiés. Pour cela, elle fait corps avec ses sujets mettant les corps représentés à dure épreuve.
Depuis les années 1990, son travail se réfère de plus en plus aux grands conflits du monde (guerres de Yougoslavie, guerre du Golfe, attentats du 11 septembre 2001, printemps arabe, guerre en Ukraine).

## Polémiques

### TableauFuck Abstraction
Miriam Cahn fait l'objet en 2023 d'une polémique autour de son tableau Fuck Abstraction exposé au palais de Tokyo à Paris, qui représente une figure humaine attachée et forcée de faire une fellation à une autre figure beaucoup plus grande. L'œuvre est critiquée sur les réseaux sociaux, à la suite des commentaires de Karl Zéro et de Caroline Parmentier, députée du Rassemblement national, qui l'accusent d'incitation à la pédocriminalité. Or l'artiste explique que le tableau fait référence au massacre de Boutcha, en Ukraine : « Il s’agit ici d’une personne aux mains liées, violée avant d’avoir été tuée et jetée dans la rue. La répétition des images de violence dans les guerres ne vise pas à choquer, mais à dénoncer »,. Le tribunal administratif de Paris déboute fin mars 2023 les associations Juristes pour l'enfance, PornoStop, Innocence en danger et Face à l'inceste qui en réclamaient le décrochage, décision confirmée le 14 avril par le Conseil d'État. Le 7 mai 2023, Pierre Chassin, ancien élu Front national, dégrade volontairement le tableau en jetant  sur la toile, non protégée d'une vitre, de la peinture violette qu'il avait dissimulée dans un flacon de médicaments pour échapper au contrôle des gardiens du Palais de Tokyo. Il entendait ainsi protester contre ce qu'il perçoit comme « la mise en scène sexuelle d’un enfant et d’un adulte »,,.

## Expositions
Miriam Cahn est représentée par la galerie Jocelyn Wolff à Romainville, la galerie Meyer-Riegger à Berlin et Karlsruhe (Allemagne), et la galerie Elizabeth Dee à New York (États-Unis).
- Ma pensée sérielle, Paris, palais de Tokyo, du 17 février au 14 mai 2023[21].

## Distinctions
Miriam Cahn est notamment reconnue dans le monde germanophone :
- 1984 : prix du Land de Bade-Wurtemberg ;
- 1985 : bourse d'études DAAD, Berlin ;
- 1988 : prix de la Hypobank, Genève ;
- 1996 : bourse Landis+Gyr[23], Londres ;
- 1997 : prix Ströher (de), Francfort ;
- 1998 : prix Käthe-Kollwitz[24], Berlin ;
- 2001 : prix de la Fondation pour les arts graphiques en Suisse ;
- 2005 : prix Meret-Oppenheim[25] de l'Office fédéral de la culture, Suisse ;
- 2009 : prix Art Master[26], Saint-Moritz ;
- 2013 : prix Kunstkredit de Bâle (de)[27] ;
- 2014 : prix Oberrheinischen[28] (Rhin supérieur) remis par le Groupe de soutien Art + Culture de la ville d'Offenbourg.

## Publications
- Nous étions vieux : facsimilé d'un carnet de dessins réalisés par Miriam Cahn en 1979, 2015 et 2010[29], éd. Centre culturel suisse / Argauer Kunsthaus Aarau, 2014 ;  publié à l’occasion de l’exposition « corporel / körperlich »[30].